# 王恢 (右卫将军)
王恢（4世纪？—？），琅邪临沂人，王导之孙，王劭的儿子，王穆、王默、王谧的兄弟，在东晋官至右卫将军。